# Carles Agustí i Hernàndez
Carles Agustí i Hernàndez (Barcelona, 15 de setembre de 1970) és un polític català i expert en governança, govern obert, Relacions Internacionals, Objectius de Desenvolupament Sostenible (ODS) i Big Data. Fill de l'escriptor Carles Hac Mor, és llicenciat en Ciències Polítiques i Sociologia per la Universitat Autònoma de Barcelona i ha estat professor visitant de diverses universitats. És consultor, sènior advisor i conferenciant internacional sobre aquests temes, amb assistència a més de 100 congressos i esdeveniments a tot el món. Ha estat nominat per la World CSR Organization com un dels 50 millors experts en Smart City a nivell mundial. Va desplegar el Govern Obert de la ciutat de Barcelona (governobert.bcn.cat) i va aconseguir que Barcelona assolís per primera vegada el compliment 100% dels criteris internacionals de transparència. També ha desplegat el Govern Obert de la Diputació de Barcelona: DibaOberta.
A nivell internacional ha col·laborat amb l'Organització de les Nacions Unides (ONU) en temes de governança i Objectius de Desenvolupament Sostenible, és Country Officer de la International Federation of Global and Green Information Communication and Technology (IFGICT), membre de la Comissió de Govern Obert de la United Cities and Local Governments (UCLG) i dels Consells Assessors de Leading Cities i d'Iniciativa Barcelona Open Data, node a Catalunya de l'Open Data Institute de Londres. node de l'Open Data Institute a Barcelona Ha estat també Secretari General de l'Organització Internacional de Democràcia Participativa (OIDP).
Al llarg de la seva trajectòria pública i política ha estat Director General d'Afers Interdepartamentals al Departament de la Presidència de la Generalitat de Catalunya on també ha estat també Director d'Innovació i Qualitat Democràtica i membre del Consell Rector del Centre d'Estudis d'Opinió (CEO). També ha estat Comissionat de Participació Ciutadana i Associacionisme i Vicepresident del Consell de l'Esport a l'Ajuntament de Barcelona, Ha estat Director de Govern Obert de la Diputació de Barcelona, i portaveu de Barcelona Capital Europea del Voluntariat.
A nivell associatiu ha estat fundador i president de l'Associació de Comunicació Política de Catalunya (COMPOLCAT), Vicepresident de l'Associació Catalana de Comunicació i Estratègia Política de Catalunya (ACCIEP), fundador del think tank vinculat al Futbol Club Barcelona "El Senyor Ramon" i ha format part de la Colla de Sant Medir les Tres Branques.
La seva trajectòria política començà a la Joventut Nacionalista de Catalunya, on fou Cap de col·lectiu de Gràcia, President de la Federació de Barcelona i Responsable de Relacions Internacionals fins a la seva jubilació de l'organització. A Convergència Democràtica de Catalunya, a més de responsable d'Estudis, fou secretari d'organització de la Federació de Barcelona, conseller nacional i responsable o coordinador de diversos programes electorals. Ha format part de la Direcció Executiva Nacional del Partit Demòcrata Europeu Català com a Responsable de Participació i Transparència. El mes de març de 2018 va fer pública la seva candidatura a les primàries del Partit Demòcrata per l'Ajuntament de Barcelona, en front de la candidatura de Neus Munté, però en va resultar derrotat.